# Joseph Nicolas Van Naemen
Joseph Nicolas Marie Van Naemen (Sint-Niklaas, 11 december 1836 - 1 mei 1917) was een Belgisch industrieel en politicus voor de Katholieke Partij.

## Levensloop
Hij was een zoon van de senator Joseph Felix Van Naemen en van Marie-Joséphine Boëyé. Hij trouwde met Marie-Thérèse Libbrecht en vervolgens met Marie-Joséphine Maertens. Zoals zijn vader was hij fabrikant van linnen en van scheepszeilen. In 1866 was hij medestichter van de vennootschap Van Naemen en Libbrecht, voor de verwerking met de hand en mechanisch van vlas en hennep.
Hij was provincieraadslid van 1882 tot 1886. In 1869 werd hij gemeenteraadslid en voor vijf jaar schepen van Sint-Niklaas en van 1879 tot aan zijn dood was hij burgemeester van deze stad. In 1886 werd hij katholiek volksvertegenwoordiger voor het arrondissement Sint-Niklaas en vervulde dit mandaat tot in 1908. Hij werd dat jaar senator voor hetzelfde arrondissement en bleef dit tot aan zijn dood.